# Eupalessa attenuata
Eupalessa attenuata är en skalbaggsart som först beskrevs av Thomson 1868.  Eupalessa attenuata ingår i släktet Eupalessa och familjen långhorningar. Inga underarter finns listade i Catalogue of Life.